# Peter Andreas Heiberg
Pour les articles homonymes, voir Heiberg.
Peter Andreas Heiberg, né le 16 novembre 1758 à Vordingborg (Danemark) et mort le 30 avril 1841 à Paris, est un poète, linguiste et journaliste norvégeo-danois.

## Biographie
Né de parents norvégiens, adepte de la Révolution française, il tente d'en propager les idées dans la presse mais est banni avec Conrad Malte-Brun en 1800. Réfugié à Paris, il travaille de 1803 à 1817 comme traducteur au ministère des affaires étrangères.
On lui doit de nombreux articles sur la politique et la littérature danoise publiés dans la Revue encyclopédie. Ses comédies ont été recueillies et éditées par Knud Lyne Rahbek à Copenhague, en 4 volumes de 1806 à 1819.
Il est le père de Johan Ludvig Heiberg.

## Œuvres
- 1789 : Rigsdalersedlens Hændelser, roman
- 1790 : Indtogsvise
- 1787-1793 : Rigdsdaler-Sedlens haendelser
- 1793 : De vonner og vanner
- 1798 : Sprog-Grandskning
- 1820 : Précis historique et critique de la constitution de la monarchie danoise, Paris
- 1830 : Souvenirs de ma vie politique, sociale et littéraire en France, en danois, Christiania